# Ben Khlil
Ben Khlil  (in arabo ابن خليل‎?) è un centro abitato e comune rurale del Marocco situato nella provincia di Tan-Tan, regione di Guelmim-Oued Noun. Conta una popolazione di 752 abitanti (censimento 2014).